# Malouetieae
Malouetieae es una tribu de plantas de flores perteneciente a la familia Apocynaceae (orden Gentianales).  Esta tribu tiene 11 géneros.

## Géneros
| - Alafia - Allowoodsonia - Carruthersia - Farquharia | - Funtumia - Holarrhena - Kibatalia - Malouetia | - Mascarenhasia - Pachypodium - Spirolobium |